# Closterus mixtus
Closterus mixtus är en skalbaggsart som först beskrevs av Auguste Lameere 1912.  Closterus mixtus ingår i släktet Closterus och familjen långhorningar.
Artens utbredningsområde är Madagaskar. Inga underarter finns listade i Catalogue of Life.